# Nachtmystium
Nachtmystium — американская блэк-металическая группа, образованная в 2000 году. Лидером и единственным постоянным участником группы был Блейк Джадд. В конце 2013 года Джадд объявил о роспуске группы.

## История
Гитарист и вокалист Блейк Джадд и ударник Пэт Маккормик создали Nachtmystium в 2000 году, когда Джадду было 17 лет. Название составлено из немецкого слова Nacht (ночь) и латинского mystium (по словам Джадда, это слово переводится как «заключающий темноту», но в момент выбора названия он не знал значения слова). Маккормик ушёл из группы после записи дебютного альбома, и с того момента Джадд постоянно был главной творческой силой Nachtmystium, а концертные и студийные составы группы постоянно менялись.
На двух первых альбомах, Reign of the Malicious (2002) и Demise (2004), группа исполняла «сырой» блэк-метал в духе Darkthrone. Начиная с вышедшего в 2004 году мини-альбома Eulogy IV Nachtmystium начали экспериментировать со звучанием, добавив в музыку прогрессивные и психоделические элементы. Альбом 2006 года Instinct: Decay занял четвёртое место в итоговом рейтинге альбомов журнала Decibel Magazine. В том же году Nachtmystium провели турне по США вместе с экспериментальными рокерами Pelican и Daughters.
В 2008 году Nachtmystium выпустили альбом Assassins: Black Meddle, Part 1. Альбом был записан под сильным влиянием Pink Floyd, которыми увлекался Джадд. Это проявилось как в музыке, насыщенной синтезаторными эффектами, так и в названии (параллель с Meddle). Альбом в целом был встречен критикой положительно.
В феврале 2009 года по требованию компании-спонсора Toyota было отменено выступление группы на фестивале Scion Rock Fest в Атланте из-за предполагаемой связи Nachtmystium с нацистской идеологией. Группа официально опровергла какую-либо принадлежность к нацизму. Причиной такого решения могло стать то, что первый альбом Nachtmystium распространялся NSBM-лейблом Unholy Records.
Во второй половине 2009 года началась работа над новым альбомом Assassins: Black Meddle, Part 2. По словам Джадда, новый альбом должен был продолжать линию предыдущего, но с более рок-н-ролльным духом и более явным влиянием пост-рока и индастриала. Релиз альбома состоялся 8 июня 2010 года. Рецензент New York Times обнаружил в нём мелодии, похожие на Нила Янга и Interpol, и отметил, что группа движется в правильном направлении.
Перед началом работы над очередным альбомом группа рассталась с гитаристом Джеффом Уилсоном, который был единственным кроме Джадда стабильным участником группы с 2006 года. Летом 2012 года вышел альбом Silencing Machine . Рецензент Pitchfork увидел в нём продолжение линии, взятой на Instinct: Decay, и реверансы Nine Inch Nails (Джадд называл одним из своих любимых альбомов The Downward Spiral).
5 октября 2013 года Джадд был арестован в Чикаго по обвинению в мошенничестве на сумму не более 500 долларов. 1 ноября Джадд вышел из тюрьмы и после этого опубликовал заявление, в котором признался, что страдает от наркозависимости и имеет много долгов, а грядущий альбом станет последним в истории группы. 13 ноября он официально объявил о роспуске Nachtmystium. Альбом The World We Left Behind вышел в августе 2014 года и получил плохую прессу.

## Дискография

### Альбомы
- Reign of the Malicious (2002)
- Demise (2004)
- Instinct: Decay (2006)
- Assassins: Black Meddle, Part 1 (2008)
- Addicts: Black Meddle, Part II (2010)
- Silencing Machine (2012)
- The World We Left Behind (2014)
- Blight Privilege (2024)

### EP
- Nachtmystium (2003); переиздано вместе с Reign of the Malicious (2004)
- Eulogy IV (2004)
- Worldfall (2008)
- Doomsday Derelicts (2009)
- As Made (2012); сингл
- Resilient (2018)

### Демозаписи
- Holocaust of Eternity (2000)
- Unholy Terrorist Cult (2001)

### Сплиты
- Nachtmystium/Zalnik (с Zalnik) (2001)
- Nachtmystium/Xasthur (с Xasthur) (2004)
- Daze West (с Krieg) (2005)
- I Wait In Hell/Shuttle I (с Murmur) (2011)

### Концертные записи
- Live Onslaught (2002)
- Live Blitzkrieg (2003)
- Live Onslaught 2 (2005)
- Visual Propaganda: Live from the Pits of Damnation (DVD, 2005)
- Live at Roadburn MMX (2011)

### Сборники
- The First Attacks, 2000—2001 (2004)